# Winsen (Luhe)
Winsen (Luhe) é uma cidade da Alemanha localizada no distrito de Harburg, estado de Baixa Saxônia.